# سيلفيا فونتانا
سيلفيا فونتانا (بالإنجليزية: Silvia Fontana؛ بالإيطالية: Silvia Fontana) هي متزلجة فنية أمريكية وإيطالية، ولدت في 3 ديسمبر 1976 في جزيرة ستاتن في الولايات المتحدة.

## وصلات خارجية
- سيلفيا فونتانا على موقع الاتحاد الدولي للتزلج (الإنجليزية)
- سيلفيا فونتانا على موقع اللجنة الأولمبية الدولية (الإنجليزية)
- سيلفيا فونتانا على موقع أوليمبيديا (الإنجليزية)